# Witold Teofil Staniszkis

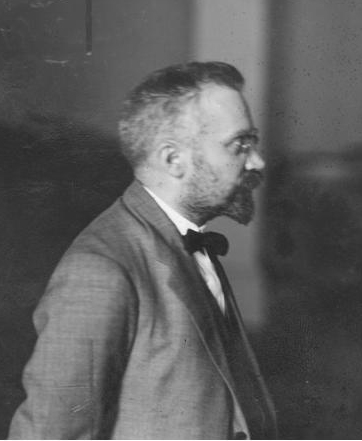
Witold Teofil Staniszkis w czasie posiedzenia Sejmu w 1925 w sprawie ustawy o reformie rolnej

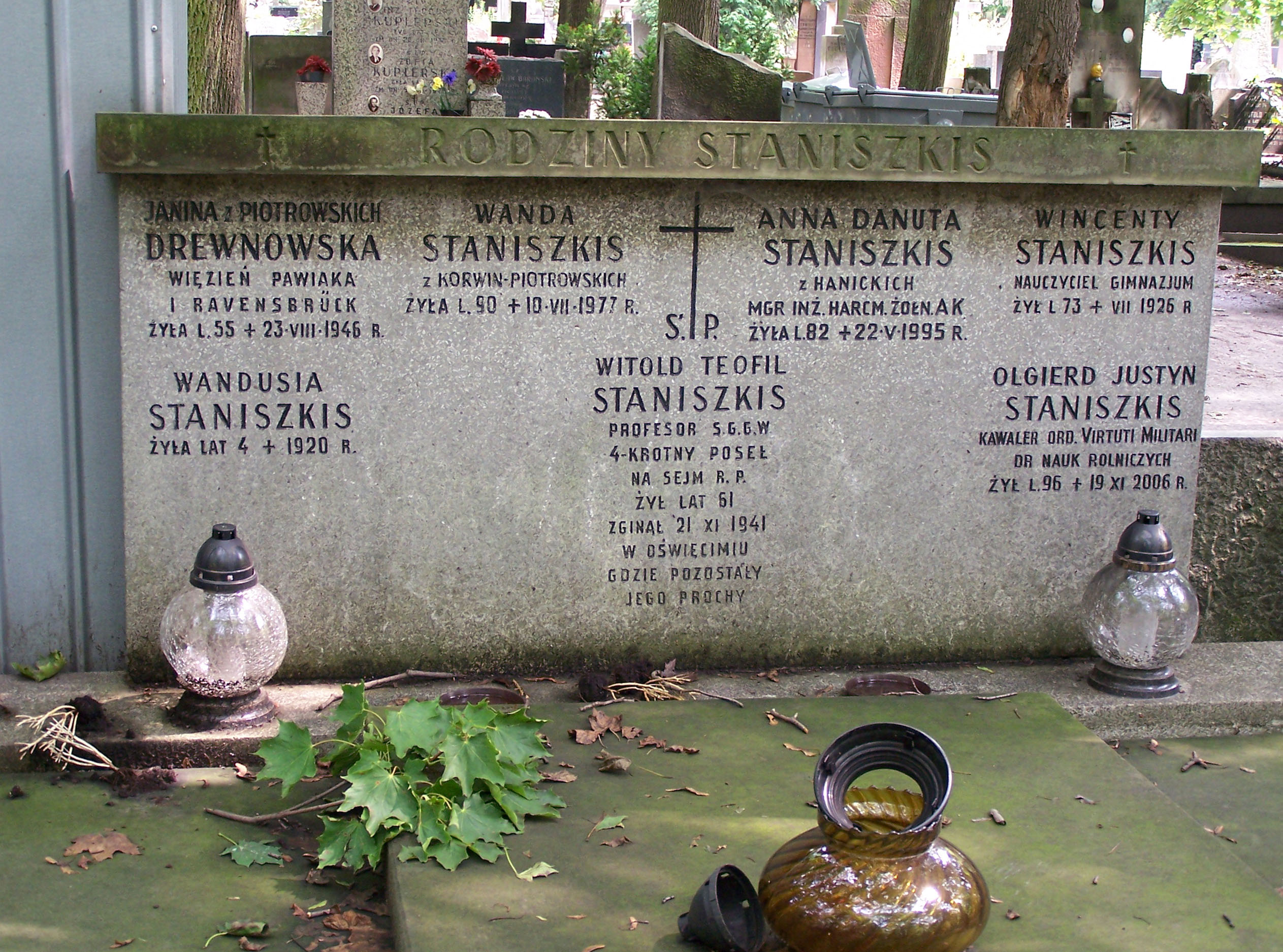
Grób rodziny Staniszkis na Starych Powązkach w Warszawie

Witold Teofil Staniszkis (ur. 20 grudnia 1880 w Mariampolu, zm. 21 listopada 1941 w KL Auschwitz) – polski agrotechnik, profesor rolnictwa i uprawy roślin SGGW, działacz społeczny i polityczny, polityk endecji, poseł na Sejm I, II i III kadencji w II RP z ramienia Związku Ludowo-Narodowego oraz Stronnictwa Narodowego.

## Życiorys
Był Litwinem z pochodzenia (ojciec był nauczycielem i działaczem litewskiego ruchu nacjonalistycznego). Za polską działalność patriotyczną popadł w konflikt z ojcem, został też usunięty z gimnazjum w Mariampolu. Maturę zdał w Łomży. Ukończył biologię na Uniwersytecie Warszawskim, później studiował nauki rolnicze w Krakowie. Od wczesnej młodości angażował się w działalność niepodległościową, będąc członkiem „Zet”. Działał w kole akademickim Towarzystwa Oświaty Narodowej, przewodniczył Sekcji Koronnej Centralizacji Gimnazjalnych Kół Samokształceniowych w Królestwie Polskim, w Centralnym Komitecie Organizacji uczniowskich reprezentował Łomżę, działał w komitecie na rzecz pomocy unitom. Członek Ligi Narodowej od 1905 i Stronnictwa Narodowo-Demokratycznego. Był jednym z przywódców Zjednoczenia Narodowego.
Po studiach został asystentem na Uniwersytecie Jagiellońskim. Współpracował z pismami o tematyce agrarnej: „Tygodnikiem Rolniczym” i „Gazetą Rolniczą”.
W czasie I wojny światowej był wiceburmistrzem Kutna. Poseł na Sejm nieprzerwanie przez 16 lat od 1919 z ramienia Związku Ludowo-Narodowego.
Kierownik Rolniczej Stacji Doświadczalnej w Kutnie, wykładowca na Kursach Przemysłowo-Rolniczych w Warszawie, profesor SGGW; specjalizacja – uprawa roślin i chemia rolna (od 1915). Będąc wykładowcą tej uczelni dał się poznać jako przeciwnik tzw. getta ławkowego w latach 30 XX w. jak twierdzi profesor Marek Urban. Jednakże teksty, także z prasy Stronnictwa Narodowego, z lat 30. zdają się z kolei świadczyć, że profesor Staniszkis, jako dziekan wydziału rolnego SGGW jak najbardziej popierał getto ławkowe.
Od 1927 sprawował mandat radnego Warszawy z listy narodowej demokracji. Poseł na Sejm Ustawodawczy i Sejm I, II i III kadencji (1922–1935) z ramienia endecji. 11 listopada 1937 został odznaczony Krzyżem Komandorskim Orderu Odrodzenia Polski.
Pełnił funkcję skarbnika Stronnictwa Narodowego (1937–1939), wiceprzewodniczącego Zarządu Głównego (1939–1941) oraz przewodniczącego zarządu w okręgu łomżyńskim. Jednocześnie w lutym 1937 był jednym z członków komitetu podpisującego się pod „Zasadami programu narodowo-radykalnego” przygotowanymi w imieniu komitetu redakcyjnego „Ruchu Młodych” przez Bolesława Piaseckiego. W czasie II wojny światowej członek konspiracyjnego Stronnictwa Narodowego.

### II wojna światowa
20 września 1939 został powołany przez generała Juliusza Rómmla na członka Komitetu Obywatelskiego przy dowódcy Armii „Warszawa”. Był jednym z 12 zakładników wskazanych Niemcom zgodnie z aktem kapitulacji miasta z 28 września „celem zabezpieczenia przed aktami sabotażu”.
W nocy 17/18 maja 1941 został aresztowany razem ze Stanisławem Sedlaczkiem i kilkunastoma innymi pracownikami Stołecznego Komitetu Samopomocy Społecznej. Trafił na Pawiak. 23 lipca 1941 roku został wywieziony do niemieckiego obozu koncentracyjnego Auschwitz. W transporcie liczącym 350 innych więźniów znajdowało się również wielu wybitnych Polaków jak były wiceminister skarbu Roman Rybarski, 11-krotny mistrz Polski w biegach długodystansowych Józef Noji, polityk PPS Adam Kuryłowicz, publicysta Piotr Kownacki. Witold Staniszkis został zamordowany w obozie przez niemieckich nazistów w 1941 roku.
Symboliczny grób znajduje się na cmentarzu Powązkowskim w Warszawie (kwatera 213-2-27,28).

## Życie prywatne
Był synem nauczyciela greki, Wincentego (zm. 1926) oraz Weroniki ze Szmitów. Matka zmarła wcześnie i ojciec ożenił się powtórnie z jej siostrą Anną. W 1907 roku ożenił się z Wandą Piotrowską. Ojciec Witolda Wincentego, Olgierda Justyna, Jerzego, Anny Makowskiej, Wandy Staniszkis, dziadek Jadwigi Staniszkis i Witolda Kazimierza Staniszkisa.